# Zethus silvaegrandis
Zethus silvaegrandis är en stekelart som beskrevs av Schulz 1906. Zethus silvaegrandis ingår i släktet Zethus och familjen Eumenidae. Inga underarter finns listade i Catalogue of Life.